# Uruffe
Uruffe település Franciaországban, Meurthe-et-Moselle megyében. Lakosainak száma 367 fő (2022. január 1.). Uruffe Gibeaumeix, Vannes-le-Châtel, Champougny, Pagny-la-Blanche-Côte és Sepvigny községekkel határos.

## Népesség
A település népessége az elmúlt években az alábbi módon változott:
| Lakosok száma | 367  | 280  | 311  | 345  | 386  | 396  | 401  | 381  | 371  | 367  |
|               | 1968 | 1982 | 1990 | 2006 | 2013 | 2015 | 2017 | 2019 | 2020 | 2022 |